# كيم سونج-مين (لاعب كرة قدم)
كيم سونج-مين (6 فبراير 1981 بكوريا الجنوبية - ) هو لاعب كرة قدم كوري جنوبي في مركز حراسة المرمى. لعب مع جيجو يونايتد ونادي أولسان هيونداي وجوانجو سانجمو ‏.

## وصلات خارجية
- كيم سونج-مين على موقع دوري كوريا الجنوبية (الإنجليزية)
- كيم سونج-مين على موقع قاعدة بيانات كرة القدم.إي يو (الإنجليزية)